# Tutaibo
Tutaibo Chamberlin, 1916 è un genere di ragni appartenente alla famiglia Linyphiidae.

## Distribuzione
Le dieci specie oggi attribuite a questo genere sono state reperite prevalentemente in America meridionale: quattro in Brasile, due in Colombia, due in Perù. La T. phoeniceus, è stata rinvenuta in alcune località del Messico e del Guatemala e la T. anglicanus negli Stati Uniti d'America.

## Tassonomia
Questo genere è considerato un sinonimo anteriore di Caporiacconia Racenis, 1955, nome modificato di Bonnetia Caporiacco, 1955 in quanto già occupato precedentemente da Bonnetia Robineau-Desvoidy, 1830, genere di ditteri brachicero della famiglia Tachinidae; il tutto esaminando gli esemplari di Sthelota phoenicea (O. P.-Cambridge, 1894), in un lavoro di Millidge del 1991, effettuato con trasferimento della specie tipo.
A giugno 2012, si compone di 10 specie:
- Tutaibo anglicanus (Hentz, 1850) — USA
- Tutaibo debilipes Chamberlin, 1916[3] — Perù
- Tutaibo formosus Millidge, 1991 — Perù
- Tutaibo fucosus (Keyserling, 1891) — Brasile
- Tutaibo niger (O. P.-Cambridge, 1882) — Brasile
- Tutaibo phoeniceus (O. P.-Cambridge, 1894) — Messico, Guatemala
- Tutaibo pullus Millidge, 1991 — Colombia
- Tutaibo rubescens Millidge, 1991 — Colombia
- Tutaibo rusticellus (Keyserling, 1891) — Brasile
- Tutaibo velox (Keyserling, 1886) — Brasile

### Sinonimi
- Tutaibo erythroides (Chamberlin, 1924); trasferito dal genere Bathyphantes Menge, 1866, e posto in sinonimia con T. anglicanus (Hentz, 1850) a seguito di un lavoro dell'aracnologo Ivie del 1969, quando era denominato nel genere Ceratinopsis Emerton, 1882[1].
- Tutaibo nitidus (Keyserling, 1891); trasferito dal genere Erigone e posto in sinonimia con T. velox (Keyserling, 1886) a seguito di uno studio di Miller (2007a)[1].
- Tutaibo tristis Millidge, 1991; posto in sinonimia con T. velox (Keyserling, 1886) a seguito di uno studio di Miller (2007a)[1].

### Nomen dubium
- Tutaibo affinis (Caporiacco, 1955); esemplare femminile, rinvenuto in Venezuela e originariamente denominato nell'ex-genere Bonnetia, venne poi catalogato in Caporiacconia in un lavoro di Brignoli (1983c); a seguito di un recente studio di Miller, (2007a), è da ritenersi nomen dubium[1].